# Viborgs Middelalderlige Katedralskole
Viborgs Middelalderlige Katedralskole er en bygning placeret i Skolestræde 2 i Viborg. Bygningen er opført år 1508 som det første bevis på at Viborg Katedralskole har haft en bygning. Bygningen har været fredet siden 1945.
Viborg Katedralskole benyttede bygningen indtil 1742. I starten af 1700'erne begyndte et stort forfald af bygningen, og et øget pladskrav gjorde at skolen flyttede til midlertidige lokaler, inden den i 1772 flyttede ind i den store hovedbygning ved Domkirkepladsen. Den tidligere skolebygning på det nuværende Skolestræde blev solgt til en forretningsmand, der indrettede en hestemølle i bygningen og fjernede 1. sal. 
I 1885 fik bygningen sit runde hjørne på gavlen ud til Sct. Mathias Gade, og huset er senest istandsat i 1965.